# 账簿

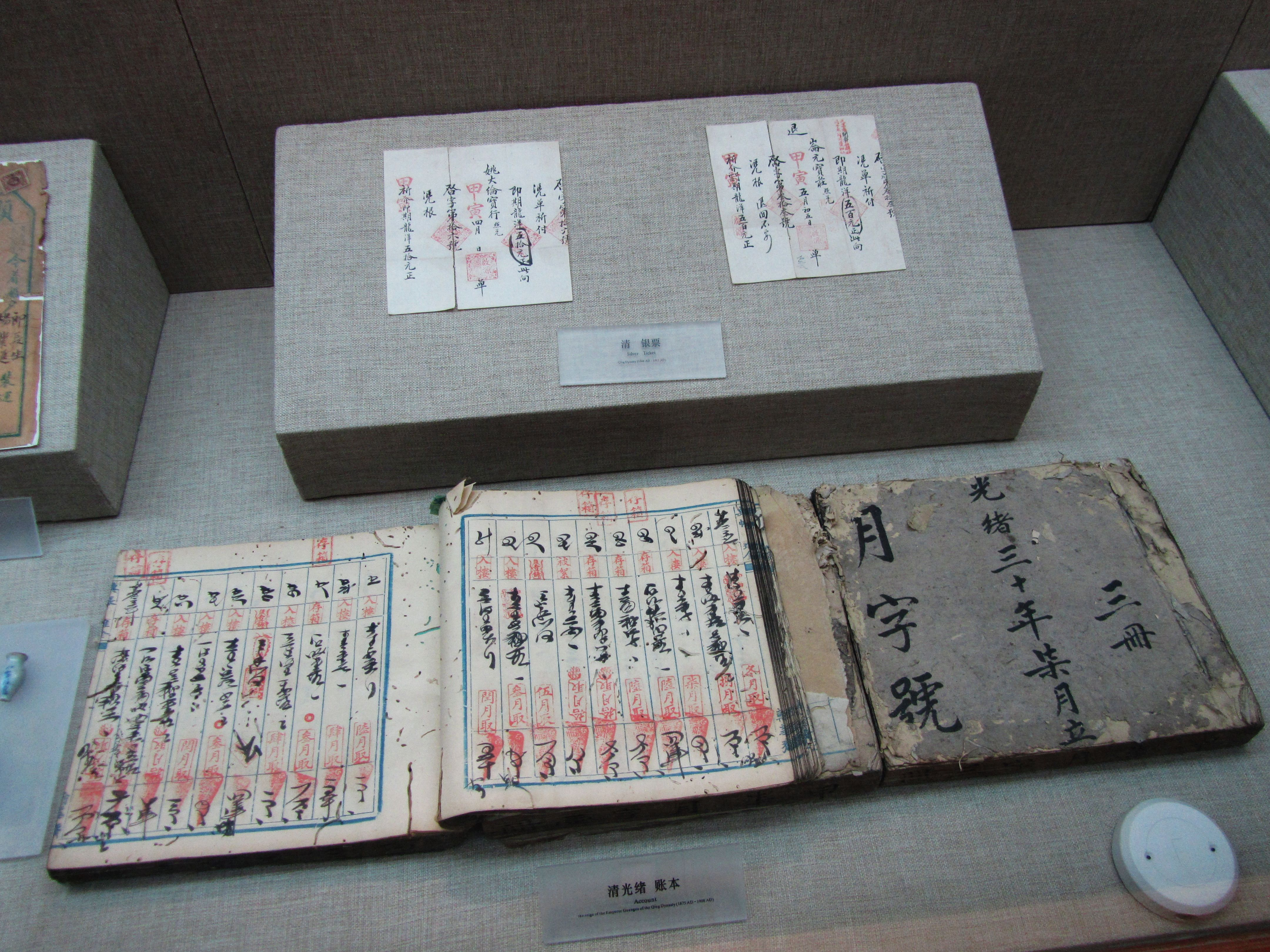
清代光绪年间的典当业账本（下），收进的当物主要被分成“存箱”和“入楼”两类，并记录赎取当物的月份，屯溪博物馆藏。

账簿亦称账本、账册，为按照时间顺序和类别连续、系统地记录企业的各项经济业务及钱物出入的簿册，内为按特定格式书写、相互联系的账页，为反映企业经营和财务状况的重要档案资料。账簿按用途可分为序时、分类和辅助账簿，按形式又可分为订本式、活页式和卡片式账簿等。